# Démographie de l'Arménie
La démographie de l'Arménie est l'ensemble des données et études concernant la population de l'Arménie.

## Démographie post-soviétique

Évolution démographique de l'Arménie depuis 1949

Un rapport[réf. nécessaire] de la Banque mondiale sur la situation démographique des anciennes républiques d’URSS en vient notamment à la conclusion que l’Arménie devrait compter 200 000 habitants de moins à l’horizon 2025. L’Arménie est logée à la même enseigne que les autres républiques de l’ex-URSS, toutes confrontées à de graves problèmes démographiques qui, à moyen terme, devraient entraîner une diminution et un vieillissement de leurs populations. Entre 2000 et 2025, les républiques de l’ex-URSS enregistreront un très net déficit démographique selon ce rapport de la Banque mondiale : la Russie devrait perdre 17,3 millions d’habitants (12 % de la population), l’Ukraine 11,8 millions (24 %), la Biélorussie 1,4 million (14 %), la Géorgie 0,8 million (17 %), la Lituanie 0,4 million (11 %), la Lettonie et la Moldavie, 0,3 million chacune (13,7 %) comme le Kazakhstan (2 %), l’Estonie 0,1 million (9 %). La tendance est inversée en revanche pour les républiques musulmanes de l’ex-URSS, enregistrant une croissance démographique considérable jusqu’à l’horizon 2025, à l’exception on l’a vu du Kazakhstan, dont près de la moitié des habitants sont russes : la population de l’Ouzbékistan devrait ainsi augmenter de 9,3 millions d’habitants, celle du Tadjikistan de 2,6 millions, du Turkménistan de 1,6 million, de l’Azerbaïdjan de 1,5 million et du Kirghizstan de 1,3 million. Les experts de la Banque mondiale estiment que l’espace ex-soviétique est la seule région du monde dont la population connaît un tel vieillissement qui, avec les mauvaises conditions de vie et les failles des réformes économiques, sociales et politiques, menacent gravement les économies locales et les structures étatiques. Le rapport précise que la population en diminution constante des régions étudiées sera également en proie au vieillissement, un habitant sur cinq ayant 65 ans et plus à l’horizon 2025.
Dans un autre rapport, le Fonds des Nations unies pour la démographie (UNFPA) a fait savoir le 10 juillet 2007[réf. nécessaire] que l’augmentation du nombre des avortements et l’extension des maladies sexuellement transmissibles en Arménie avaient encouragé le bureau arménien de l’agence onusienne à commander la réalisation d’un rapport sur le déclin démographique dans le pays. L’étude vise à déterminer les projets de planning familial, ainsi que les besoins croissants en matière d’éducation, singulièrement parmi les jeunes en Arménie. Selon le rapport, la moitié des femmes en Arménie préfèrent avorter plutôt que donner naissance à un enfant, et 5 % des avortements pratiqués seraient justifiés par le refus de donner naissance à une fille. Le recours fréquent aux avortements est directement lié en Arménie au rejet des moyens de contraception. Les recherches les plus récentes indiquent que les indices des naissances et des avortements sont de 52 % et 48 %, une réalité que ne traduisent guère les chiffres du ministère arménien de la santé. Une disparité qui s’explique par le fait que les avortements ne sont pas correctement enregistrés, les professionnels de la santé répugnant à faire état de ce type de prestations. Le recours fréquent aux avortements porte par ailleurs le risque de favoriser des problèmes de stérilité et certaines maladies, ainsi que des difficultés à accoucher. Si le rapport estime qu’une femme aura recours en moyenne à deux ou trois avortements au cours de sa vie, il signale aussi que le taux de mortalité lors des accouchements a considérablement baissé. Garik Hayrapétian, vice-président du bureau de l’UNFPA en Arménie, fait ainsi remarquer que si « il y a sept ans, plus de trente femmes mouraient chaque année en mettant au monde un enfant, on ne compte actuellement que dix à douze cas ».
Le 31 janvier 2009, l'agence de presse Azg a annoncé une hausse de la natalité en Arménie, avec 41 454 naissances en 2008, soit 1 135 de plus qu'en 2007.
| Groupe ethnique                                                                                 | Recensement 19261 | Recensement 19261 | Recensement 19392 | Recensement 19392 | Recensement 19593 | Recensement 19593 | Recensement 19704 | Recensement 19704 | Recensement 19795 | Recensement 19795 | Recensement 19896 | Recensement 19896 | Recensement 20017 | Recensement 20017 | Recensement 20118 | Recensement 20118 |
| Groupe ethnique                                                                                 | Nombre            | %                 | Nombre            | %                 | Nombre            | %                 | Nombre            | %                 | Nombre            | %                 | Nombre            | %                 | Nombre            | %                 | Nombre            | %                 |
| ----------------------------------------------------------------------------------------------- | ----------------- | ----------------- | ----------------- | ----------------- | ----------------- | ----------------- | ----------------- | ----------------- | ----------------- | ----------------- | ----------------- | ----------------- | ----------------- | ----------------- | ----------------- | ----------------- |
| Arméniens                                                                                       | 743,571           | 84.5              | 1,061,997         | 82.8              | 1,551,610         | 88.0              | 2,208,327         | 88.6              | 2,724,975         | 89.7              | 3,083,616         | 93.3              | 3,145,354         | 97.9              | 2,961,514         | 98.1              |
| Yazidis                                                                                         | 12,237            | 1.4               | 20,481            | 1.6               | 25,627            | 1.5               | 37,486            | 1.5               | 50,822            | 1.7               | 56,127            | 1.7               | 40,620            | 1.3               | 35,272            | 1.2               |
| Kurdes                                                                                          | 2,973             | 0.3               | 20,481            | 1.6               | 25,627            | 1.5               | 37,486            | 1.5               | 50,822            | 1.7               | 56,127            | 1.7               | 1,519             | 0.0               | 2,131             | 0.1               |
| Russes                                                                                          | 19,548            | 2.2               | 51,464            | 4.0               | 56,464            | 3.2               | 66,108            | 2.7               | 70,336            | 2.3               | 51,555            | 1.6               | 14,660            | 0.5               | 11,862            | 0.4               |
| Assyriens                                                                                       | 2,215             | 0.3               | 3,280             | 0.3               | 4,326             | 0.2               | 5,544             | 0.2               | 6,183             | 0.2               | 5,963             | 0.2               | 3,409             | 0.1               | 2,769             | 0.1               |
| Ukrainiens                                                                                      | 2,286             | 0.3               | 5,496             | 0.4               | 5,593             | 0.3               | 8,390             | 0.3               | 8,900             | 0.3               | 8,341             | 0.3               | 1,633             | 0.1               | 1,176             | 0.0               |
| Grecs                                                                                           | 2,980             | 0.3               | 4,181             | 0.3               | 4,976             | 0.3               | 5,690             | 0.2               | 5,653             | 0.2               | 4,650             | 0.1               | 1,176             | 0.0               | 900               | 0.0               |
| Géorgiens                                                                                       | 274               | 0.0               | 652               | 0.1               | 816               | 0.0               | 1,439             | 0.1               | 1,314             | 0.0               | 1,364             | 0.0               |                   |                   | 974               | 0.0               |
| Azéris                                                                                          | 76,870            | 8.7               | 130,896           | 10.2              | 107,748           | 6.1               | 148,189           | 5.9               | 160,841           | 5.3               | 84,860            | 2.6               |                   |                   |                   |                   |
| Juifs                                                                                           | 335               | 0.0               | 512               | 0.0               | 1,024             | 0.1               | 1,047             | 0.0               | 959               | 0.0               | 720               | 0.0               |                   |                   |                   |                   |
| Autres                                                                                          | 18,001            | 2.0               | 3,379             | 0.3               | 4,864             | 0.3               | 9,653             | 0.4               | 7,276             | 0.2               | 7,580             | 0.2               | 4,640             | 0.1               | 2,256             | 0.1               |
| Total                                                                                           | 880,464           | 880,464           | 1,282,338         | 1,282,338         | 1,763,048         | 1,763,048         | 2,491,873         | 2,491,873         | 3,037,259         | 3,037,259         | 3,304,776         | 3,304,776         | 3,213,011         | 3,213,011         | 3,018,854         | 3,018,854         |
| 1 Source: . 2 Source: . 3 Source: . 4 Source: . 5 Source: . 6 Source: . 7 Source: . 8 Source: . |                   |                   |                   |                   |                   |                   |                   |                   |                   |                   |                   |                   |                   |                   |                   |                   |

| Année             | Population (au 1er janvier) | Naissances | Taux de natalité (‰) | Taux de fécondité (enfants par femme) | Décès  | Taux de mortalité (‰) | Taux de variation naturelle (‰) | Solde migratoire | Croissance démographique (‰) |
| ----------------- | --------------------------- | ---------- | -------------------- | ------------------------------------- | ------ | --------------------- | ------------------------------- | ---------------- | ---------------------------- |
| 2000              | 3 226 900                   | 34 276     | 10,6                 |                                       | 24 025 | 7,5                   | 3,2                             | −21 851          | - 3,6                        |
| 2005              | 3 215 800                   | 37 499     | 11,7                 |                                       | 26 379 | 8,2                   | 3,5                             | −7 686           | 1,1                          |
| 2010              | 3 249 482                   | 44 825     | 13,8                 |                                       | 27 921 | 8,6                   | 5,2                             | −3 736           | 4,0                          |
| 2015              | 3 010 598                   | 41 763     | 13,9                 |                                       | 27 878 | 9,3                   | 4,6                             | - 25 906         | - 4,0                        |
| Source : Eurostat |                             |            |                      |                                       |        |                       |                                 |                  |                              |

## Population par pays de naissance en Arménie
|                                              | 2011      |
| -------------------------------------------- | --------- |
| Population Totale                            | 3.018.854 |
| Arménie                                      | 2.821.026 |
| Azerbaïdjan                                  | 73.062    |
| Géorgie                                      | 49.322    |
| Russie                                       | 24.820    |
| Haut-Karabagh                                | 20.436    |
| Iran                                         | 10.532    |
| Syrie                                        | 3.411     |
| Ukraine                                      | 3.190     |
| Grèce                                        | 1.322     |
| Ouzbékistan                                  | 1.280     |
| Liban                                        | 1.104     |
| Turkménistan                                 | 1.055     |
| Kazakhstan                                   | 1.024     |
| Allemagne                                    | 821       |
| Turquie                                      | 701       |
| Autres (européens de l'ouest principalement) | 5.748     |
|                                              |           |

Source : http://armstat.am/en/?nid=517

## Population par nationalité en Arménie
|                   | 2011      |
| ----------------- | --------- |
| Population Totale | 3.018.854 |
| Arménie           | 2.995.964 |
| Russie            | 13.351    |
| Géorgie           | 3.336     |
| Iran              | 1.527     |
| Ukraine           | 764       |
| États-Unis        | 546       |
| Autres            | 2.970     |
| Apatrides         | 396       |

Source : http://armstat.am/en/?nid=517